# Leo Burnett Worldwide
Leo Burnett Worldwide aussi appelée simplement Leo Burnett est un réseau d'agences de publicité créé par le publicitaire américain Leo Burnett (en) en 1935.

## Histoire
L'agence a été fondée à Chicago pendant la Grande Dépression par le publicitaire Leo Burnet, à l'origine d'icônes publicitaires telles que le Géant Vert ou le Marlboro Man.
En 1996, Leo Burnett est acquis par le groupe Publicis, la quatrième société mondiale dans le secteur de la communication marketing.

## Réseau
L'agence est désormais un réseau présent sur tous les segments de la communication marketing et dans le monde entier avec des agences sur tous les continents[réf. nécessaire].

## Leo Burnett Expositions d'art
En 2001, l'agence Leo Burnett organise une exposition du peintre italien Umberto Pettinicchio avec le photographe Steve McCurry à Lausanne en Suisse[réf. nécessaire].

## Principaux clients
En 2006, les principaux clients de l'agence (depuis : date du début de coopération) sont[réf. nécessaire] :
- Kellogg's, 1949
- Procter & Gamble, 1952
- Philip Morris, 1954
- Maytag, 1955
- Coca-Cola, 1969
- Heinz, 1974
- Fiat, 1978
- Visa, 1979
- McDonald's, 1981
- Kraft Foods, 1984
- Hallmark Cards, 1988
- Morgan Stanley, 1988
- Diageo, 1988
- The Walt Disney Company, 1994
- Ariston Aqualtis, 2009
- Samsung